# 14814 Gurij
14814 Gurij è un asteroide della fascia principale. Scoperto nel 1981, presenta un'orbita caratterizzata da un semiasse maggiore pari a 2,6666436 UA e da un'eccentricità di 0,2482501, inclinata di 10,72249° rispetto all'eclittica.